# Paul Lehmann (Fußballspieler, 1923)
Paul Lehmann (* 22. März 1923; † 3. Juli 2009) war ein deutscher Fußballspieler.

## Laufbahn
Paul Lehmann war über die Stationen Karlsruher Fußball-Verein (1 Spiel in der Oberliga Süd 1946/47) und TuRa Bonn (1948/49: Rheinbezirk, Gruppe 2) im Sommer 1949 nach Köln gekommen. Beim Oberligaaufsteiger kam er in der Saison 1949/50 in 29 Spielen in der Fußball-Oberliga West beim 1. FC Köln unter dem damaligen Spielertrainer Hennes Weisweiler zum Einsatz. Dabei gelangen ihm neben Mitspielern wie Franz Alexius, Hans Graf, Stefan Langen, Walter Nußbaum und Hans Schäfer acht Tore. Obwohl er somit als Stammspieler angesehen werden konnte, verließ er die Geißböcke im Sommer 1950 und wechselte zum Freiburger FC in die 2. Liga Süd.
Mit der Mannschaft aus dem Möslestadion gewann Lehmann in der Saison 1955/56 die Meisterschaft in der 2. Liga Süd und Freiburg stieg damit in die Fußball-Oberliga Süd auf. Der 33-Jährige lief beim Oberligaaufsteiger 1956/57 lediglich in sieben Ligaspielen (1 Tor) auf und beendete im Sommer 1957 seine höherklassige Spielerlaufbahn.
Lehmann wurde zur Saison 1957/58 Trainer beim FC Emmendingen und legte dort die Grundlagen für die späteren Erfolge, welche 1964 mit dem Aufstieg in die zweitklassige Fußball-Regionalliga Süd gipfelten.

## Vereine
- 1949–1950 1. FC Köln
- 1950–1957 Freiburger FC

## Statistik
- Oberliga West
29 Spiele; 8 Tore
- Oberliga Süd
7 Spiele; 1 Tor